# Catedral de Otranto
La catedral de Otranto (en italiano: Duomo di Otranto; of., Basilica Cattedrale di Santa Maria Annunziata) es una catedral católica en la ciudad italiana de Otranto, dedicada a la Anunciación de la Virgen María. Es la sede arzobispal de la archidiócesis de Otranto. La catedral fue consagrada en 1088. Tiene 54 metros de longitud por 25 metros de anchura y está construida sobre 42 columnas monolíticas de granito y mármol. Tiene una planta de tres naves con un ábside en el extremo oriental. A ambos lados de la fachada occidental hay dos ventanas ojivales.
La característica más famosa de la catedral es el pavimento de mosaico del siglo XII que cubre todo el piso de la nave, el santuario y el ábside, que es uno de los mejores que se conservan. También es famosa la capilla de los Mártires, en cuya cripta, que esta a la vista, se pueden ver los huesos de las víctimas de la ocupación otomana de 1480.
La catedral, entre 2006-2021, fue parte del bien «Catedrales románicas de Apulia» incluido en la lista Indicativa de Italia para ser declarado patrimonio de la Humanidad de la Unesco.

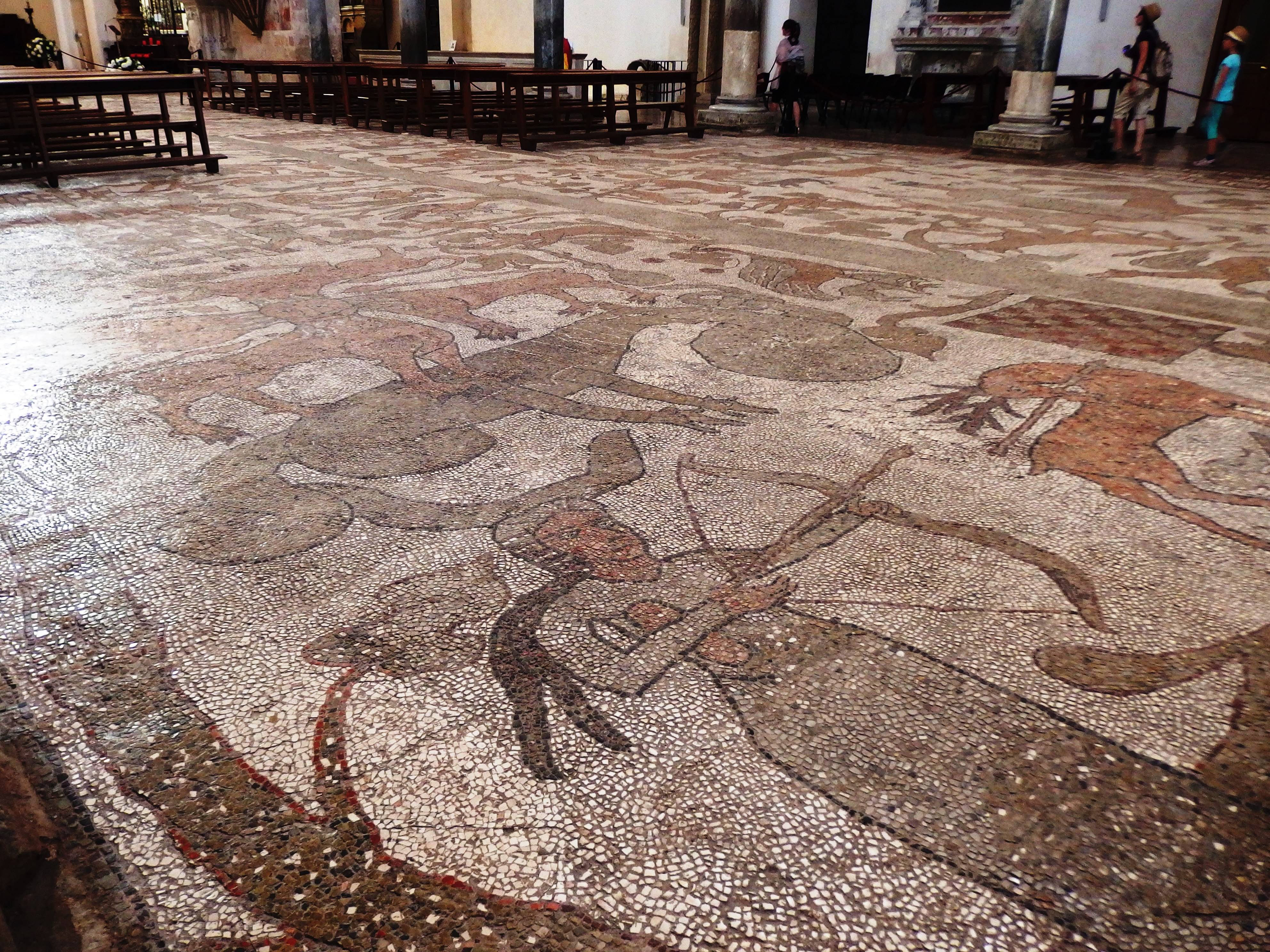
Vista del piso de mosaico.

## Historia

### Fundación
La catedral fue fundada en 1068 por el obispo normando William sobre los restos de un pueblo mesapio, una casa romana y templo paleocristiano. Fue construida en varios estilos arquitectónicos, con elementos bizantinos, paleocristianos y románicos. Fue consagrada el 1 de agosto de 1088 bajo el papado del papa Urbano II por el legado papal Roffredo, arzobispo de Benevento.[cita requerida]

### sigloXII

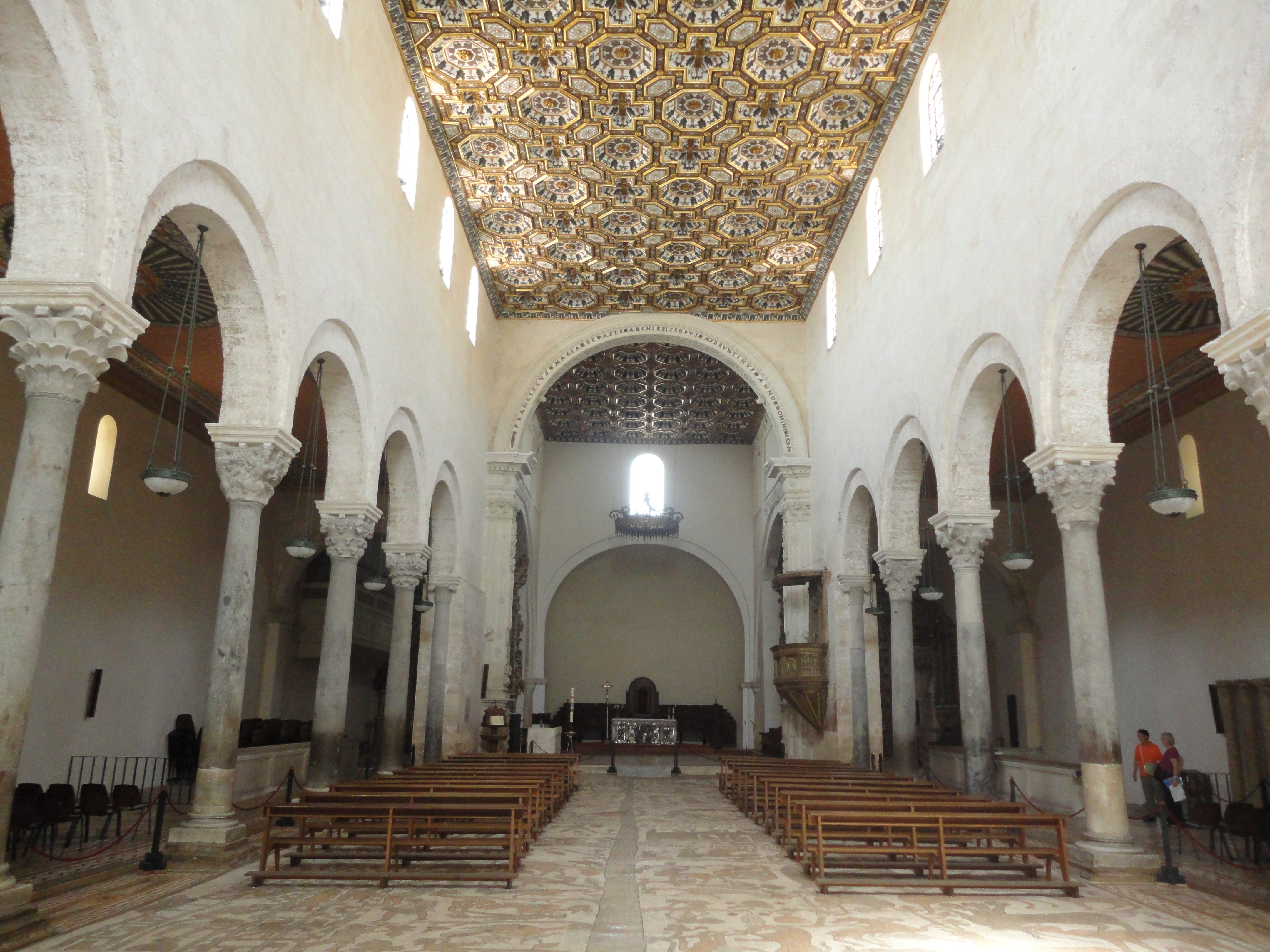
Interior

Durante el siglo XII, el primer arzobispo latino de la ciudad, Gionata, mando construir el mosaico que recorre la longitud de la nave, el presbiterio y el ábside.[cita requerida]
Durante este siglo también se construyó el campanario junto a la catedral.[cita requerida]

### sigloXV

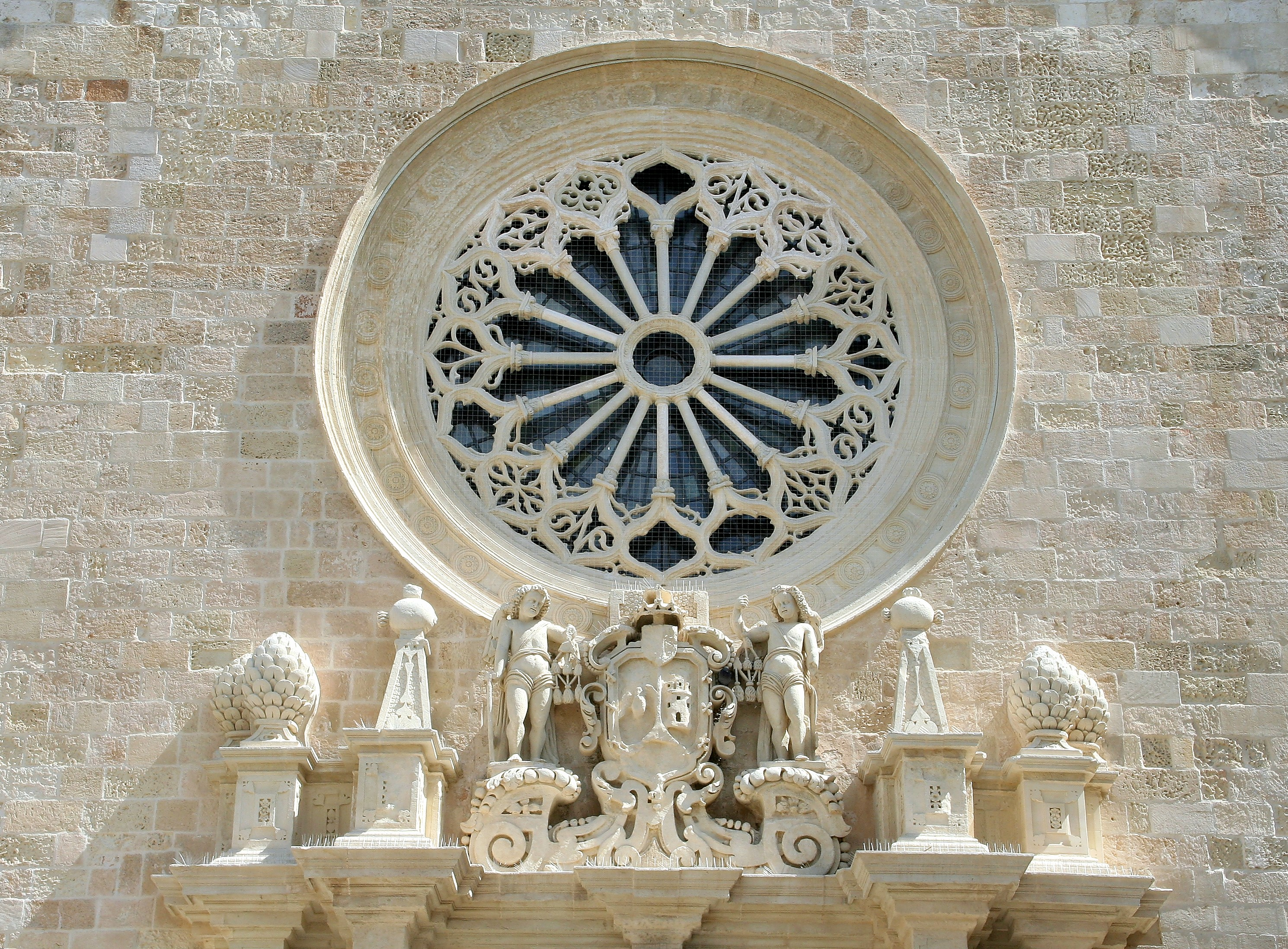
Rosetón de la fachada occidental

En agosto de 1480, el clero y los supervivientes del asedio otomano de Otranto se refugiaron en la catedral; finalmente, las fuerzas otomanas irrumpieron y mataron a los que estaban dentro. Profanaron el tiempo y oficiaron ritos musulmanes y también destruyeron los frescos del siglo XIII. Otranto fue retomada en 1481 por una fuerza al mando de Alfonso V de Aragón. Se reconstruyó la iglesia y se hizo un relicario para las reliquias de los mártires de Otranto, que habían sido ejecutados después del asedio de 1480. La reconstrucción incluyó el rosetón en la fachada occidental, à pignon. En la nave lateral sur se encuentra la capilla de los Mártires, construida por orden de Fernando I de Nápoles y reconstruida con fondos públicos en 1711.[cita requerida]

### sigloXVIal presente

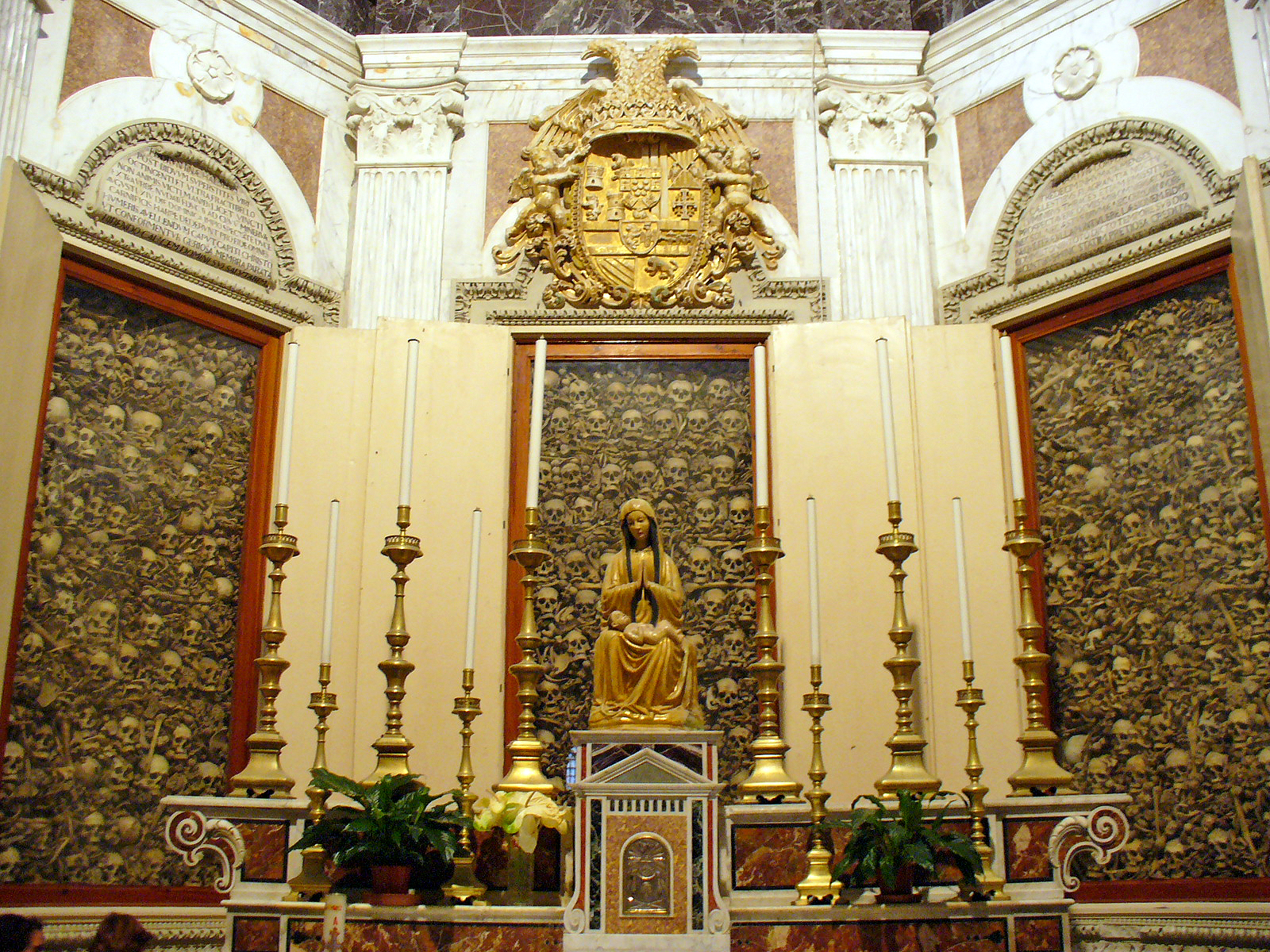
Capilla de los Mártires. Tras el altar, tres grandes relicarios conteniendo las calaveras y los huesos de los 813 otrantinos asesinados por los turcos.

Una puerta noroeste fue construida a finales del siglo XV o principios del XVI por Nicholas Fernando siguiendo las instrucciones del arzobispo Serafino da Squillace, cuya figura fue tallada en la estructura. En 1674 se añadió una puerta oeste barroca. En el pasillo norte hay un baptisterio barroco encargado por el arzobispo Michele Orsi a mediados del siglo XVIII, un monumento funerario a Francesco Maria de Aste (fallecido en 1719) y el mausoleo del metropolitano Gaetano Cosso (fallecido en 1655). En 1693 el arzobispo Francesco Maria de Aste construyó el arco triunfal y en 1698 cubrió la nave central y el presbiterio con un techo de madera negra, blanca y dorada.[cita requerida]

## Descripción

### Exterior
La fachada en forma de cabaña fue restaurada en numerosas ocasiones durante los últimos siglos. Después de los estragos de la ocupación turca en 1480, se añadió un gran rosetón: este incluye 16 rayos con agujeros convergentes de estilo gótico. La portada principal, de estilo barroco, consta de dos columnas a cada lado que sostienen el frontón, con el escudo del arzobispo Gabriel de Santander Adarzo sostenido por dos ángeles. Un portal menor, que data de finales del siglo XV y principios del XVI, se encuentra en el lado izquierdo de la iglesia. La fachada se completa con dos ventanas.[cita requerida]

### Interior
La planta interior tiene una nave y dos naves laterales con ábsides, separados por doce arcos, que se apoyan en catorce columnas de granito cada una con un capitel diferente.[cita requerida]
En la zona del presbiterio se encuentra el altar mayor, con un antependium de plata del siglo XVIII, con episodios de la Anunciación de María.[cita requerida]

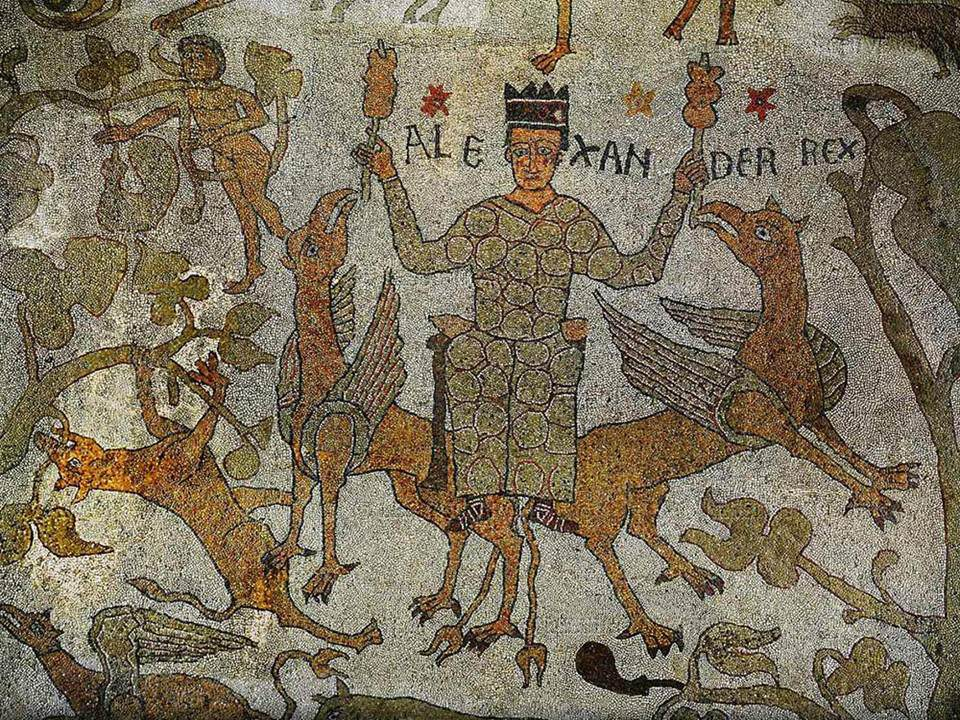
El vuelo de Alejandro

Los frescos restantes en las paredes incluyen rastros de figuras de estilo bizantino, como la Virgen con el Niño en el pasillo derecho. Los pasillos albergan seis altares dedicados a la Resurrección de Jesús, Santo Domingo, Asunción de María (derecha), Pentecostés, Visitación de María y San Antonio de Padua (izquierda), respectivamente. El pasillo izquierdo también alberga un baptisterio de estilo barroco de mediados del siglo XVIII, un monumento funerario a Francesco Maria de Aste (fallecido en 1719) y el mausoleo de Gaetano Cosso (fallecido en 1655).[cita requerida]
La nave derecha termina con la Capilla de los Mártires. En esta se encuentran siete grandes cavidades donde están los huesos de los ciudadanos de Otranto asesinados y decapitados por los otomanos el 14 de agosto de 1480 después de que se negaron a abandonar la fe cristiana. Detrás del altar de mármol se encuentra una roca, llamada "Roca del Martirio", donde se encuentra que fueron asesinadas las personas.[cita requerida]
La cripta, situada en su mayor parte bajo el ábside y el presbiterio, data del siglo XI y está inspirada en el cisterna de Teodosio y la Catedral de Córdoba. Tiene tres ábsides semicirculares y cuarenta y ocho tramos sostenidos por más de setenta columnas, semicolumnas y pilares extraídos de diferentes edificios antiguos y medievales. La decoración incluye restos de frescos que datan desde la Edad Media hasta el siglo XVI.

Los mosaicos del pavimento

### Mosaicos del pavimento
El interior está decorado por un gran pavimento de mosaico, que cubre la nave central, las dos laterales, el presbiterio y el ábside. Fue encargado por el primer arzobispo latino de la ciudad, Jonatas, y fue realizado en 1163-1165 por un grupo de artistas encabezados por Pantaleón, un monje basiliano del monasterio de San Nicola di Casole, ubicado a pocos kilómetros al sur de Otranto.[cita requerida]
Las escenas incluyen episodios del Antiguo Testamento, la literatura caballeresca medieval y los bestiarios, y el Romance de Alejandro. Las imágenes se colocan junto al Árbol de la Vida. También incluyen el vuelo de Alejandro al cielo, llevado por dos grifos.

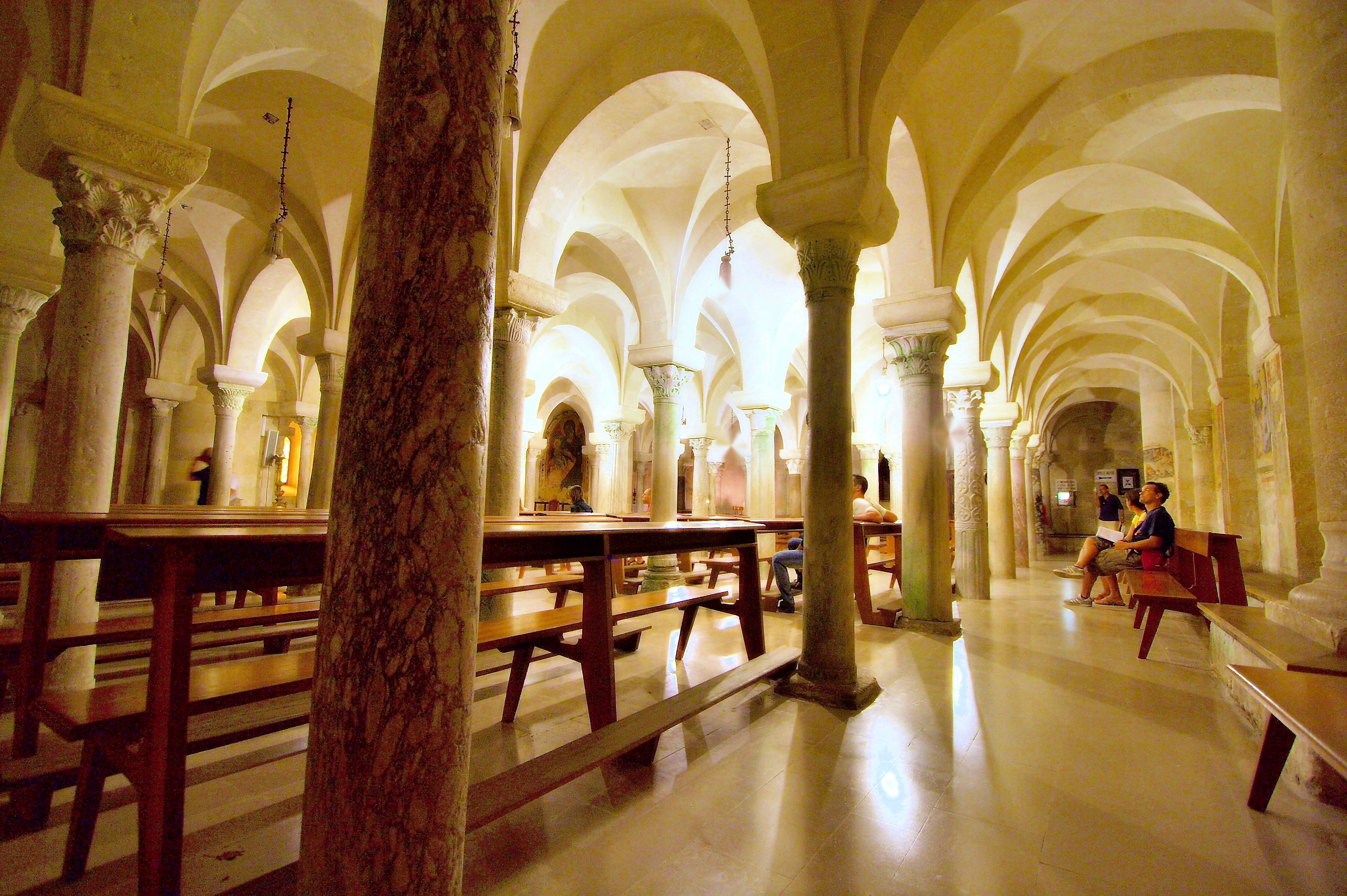
Vista de la cripta

### Campanario
El campanario es de planta cuadrada y aspecto macizo, con cuatro ventanas de medio punto. La decoración de los arcos y marcos muestra elementos similares del exterior de la iglesia.
La torre, construida con piedra caliza local, en su mayoría blanca, destacaba, a tal nivel que se veía desde el mar y las áreas circundantes.[cita requerida]